# Kemp (Texas)
Kemp es una ciudad ubicada en el condado de Kaufman en el estado estadounidense de Texas. En el Censo de 2010 tenía una población de 1.154 habitantes y una densidad poblacional de 170 personas por km².

## Geografía
Kemp se encuentra ubicada en las coordenadas 32°25′55″N 96°13′9″O / 32.43194, -96.21917. Según la Oficina del Censo de los Estados Unidos, Kemp tiene una superficie total de 6.79 km², de la cual 6.5 km² corresponden a tierra firme y (4.2%) 0.28 km² es agua.

## Demografía
Según el censo de 2010, había 1.154 personas residiendo en Kemp. La densidad de población era de 170 hab./km². De los 1.154 habitantes, Kemp estaba compuesto por el 85.96% blancos, el 8.32% eran afroamericanos, el 0.43% eran amerindios, el 0.35% eran asiáticos, el 0% eran isleños del Pacífico, el 3.03% eran de otras razas y el 1.91% pertenecían a dos o más razas. Del total de la población el 8.06% eran hispanos o latinos de cualquier raza.